# Halali oder Der Schuß ins Brötchen
Halali oder Der Schuß ins Brötchen ist der Titel einer TV-Satire von Joachim Roering aus dem Jahr 1994. Produziert wurde der Film von TV60Filmproduktion.

## Handlung
Episodenhaft erzählt der Film eine Geschichte dieser Jagdgesellschaft anhand der einzelnen Personen und der Kommentare des kritischen Hundehalters.
Der Film karikiert die Jäger und ihre Gebräuche, indem er sie der „normalen“ Gesellschaft gegenüberstellt oder beide „Parallelgesellschaften“ auf humorvolle Art miteinander vermischt.
Zu Beginn des Films kommt es während einer Drückjagd zu einem tragischen Unfall. Einer der Jagdteilnehmer kommt durch fahrlässigen Umgang mit seiner hochwertigen Schusswaffe ums Leben: Nachdem sich der Schuss bei der Betätigung des Abzugs nicht gelöst hat, schaut er direkt in den Lauf seiner geladenen, entsicherten und eingestochenen Waffe. Der sich lösende Schuss trifft den unvorsichtigen Waidmann mitten ins Gesicht, genauer gesagt in ein Brötchen, das dieser gerade im Mund hält (davon leitet sich auch der Filmtitel ab).
Der Vorfall bringt die ortsansässigen Jäger in eine schwierige Lage. Es wird befürchtet, dass ein Schatten auf die gesamte Jägerschaft zurückfällt, zumal die Öffentlichkeit den Jägern nicht besonders wohlgesinnt ist. Daher wird alles getan, um das Unglück herunterzuspielen. Alle Mittel sind den Jägern recht – bis hin zur Korruption. Da die Jäger meist der „besseren Gesellschaft“ des (namentlich nicht genannten) Ortes entstammen, fällt es nicht allzu schwer, hier die entsprechenden Maßnahmen zu ergreifen.
Auch andere Sorgen plagen die Jägersleute: Der Unternehmer Brahms muss damit leben, dass seine Frau sich offen einen jungen Geliebten hält und ihren Angetrauten ebenso offen verachtet. Es gibt kein Entrinnen, denn das von Brahms geleitete Unternehmen ist seit einem (leichten) Konkurs im Besitz seiner Gattin („…er ist bloß mein Angestellter. Wenn ich will, schmeiße ich ihn einfach raus!…“). Seinen Frust reagiert Brahms mit exzessiven Gewaltphantasien ab, er träumt heimlich davon, seine Frau „einfach wegzupusten“. Seinen Sexualtrieb lebt er mit bizarren Rollenspielen im örtlichen Bordell aus.
Der Arzt Dr. Dittmer hat ein Alkoholproblem. Er bewahrt im Kälteschrank seiner Praxis einen Vorrat an Weizenkorn auf, den er seinen Patienten und Jagdfreunden in kleinen Medizinbechern serviert.
Dr. Dittmer ist auch der Hausarzt derer von Sarau. Der Freiherr von Sarau ist uralt und zunehmend dement. Er hat Schwierigkeiten, Ereignisse zeitlich richtig einzuordnen. So fragt er beim Frühstück, warum denn sein Schwiegersohn nicht mit am Tisch säße – von seiner leicht verbitterten (aber ihm liebevoll zugetanen) Tochter wird er (anscheinend zum wiederholten Mal) aufgeklärt, dass die Ehe bereits seit einigen Jahren geschieden sei. Freiherr von Sarau ist ein ambitionierter und langjährig erfahrener Waidmann, der viele Bücher zum Thema geschrieben hat („…Standardwerke der Jagd!…“), hat u. a. mit Reichsmarschall Hermann Göring in der Schorfheide gejagt. Er ist nicht nur an Demenz erkrankt, sondern auch herzleidend, doch träumt er davon „…noch einmal den edlen Hirsch zu jagen, wie früher!…“.
Im örtlichen Jagdrevier gibt es längst keine Hirsche mehr, in Nebensätzen klingt an, dass der gute Freiherr daran wohl nicht ganz unschuldig ist. Seine Tochter Corinna versucht dennoch, ihm den Abschuss eines Hirsches zu ermöglichen, indem sie bei einem Wildtierhändler einen sogenannten „Gatterhirsch“ erwirbt. Da dieser aber nicht bereit ist, den Hirsch im Revier des Protagonisten auszusetzen, kommt der Handel nicht zustande.
Corinna ist Bankdirektorin einer örtlichen Privatbank. Sie kümmert sich liebevoll um ihren Vater, bleibt aber privat auf der Strecke. Ihre Ehe wurde vor langer Zeit geschieden und heimlich sehnt sie sich nach einer starken Schulter – obwohl sie im Tagesgeschäft und in der Jägerei durchaus ihren Mann steht. Sie ist stets besorgt um das Ansehen der Jägerschaft.
Da die Jagdherren, also die Pächter des Reviers, berufstätig sind und sich nicht adäquat um ihr Revier kümmern können, haben sie Bethge engagiert, der sich in der Funktion eines Jagdaufsehers um die Unterhaltung des Waldes nebst seiner jagdlichen Einrichtungen kümmert. Er verkörpert außerdem den „Vernunftsmenschen“, der seine Schäfchen öfter mal wieder auf den Boden der Tatsachen zurückholt.
Ulrich Prosch ist ein wohlhabender Einzelgänger, der allein in einer großen Villa wohnt. In seinem Keller hat er eine riesige Ansammlung von Tiefkühltruhen. Erst im Laufe des Films stellt sich heraus, dass er in diesen Truhen Tierkot („Losung“) sammelt und konserviert. Diese Sammelleidenschaft bedeutet ihm wesentlich mehr als das Sammeln von Jagdtrophäen („…Losung ist LEBEN! Ein Gehörn ist der Tod!…“), obwohl er im Laufe des Films beweist, dass er einer der sichersten Schützen unter seinen Kameraden ist. Erst später entwickelt sich eine kleine Romanze zwischen Prosch und Corinna von Sarau.
Stapenhorst ist der „arme Schlucker“ unter den Jagdfreunden. Er ist längst nicht so wohlhabend wie seine Freunde, aber er hat als eine Art „Musterjäger“ die höchsten Ansprüche an sich, was die Jagdethik angeht. Er richtet sich und sein Verhalten streng an jagdlichen Bräuchen aus. Bezeichnend ist eine Szene, in der er in einer Notlage nicht um Hilfe ruft, sondern das Jagdhornsignal „Jäger in Not“ imitiert („…Tä-Tä-Tärää! … TÄ-TÄ-TÄRÄÄÄ!!“). Stapenhorst leidet an schwerem Jagdfieber und ist kaum in der Lage, eigenständig z. B. ein Reh zu schießen.
Ein älteres Paar und insbesondere der Hundehalter Brüderle treten in Nebenrollen immer wieder auf und führen die aktuelle Handlung durch ihre Kommentare ins Absurde.

## Kritiken
„Dies ist eine Satire nicht über die Jagd an sich, sondern über Jäger in Deutschland, die selbst ernannten Herren über die Natur, und ihre selbst ernannten Richter, die Tierfreunde und Naturschützer.“

„Eine Satire, die ins Schwarze trifft.“

„Bitter, Bitter, Bitterböse.“